# Санти-Бонифачо-э-Алессио (титулярная церковь)

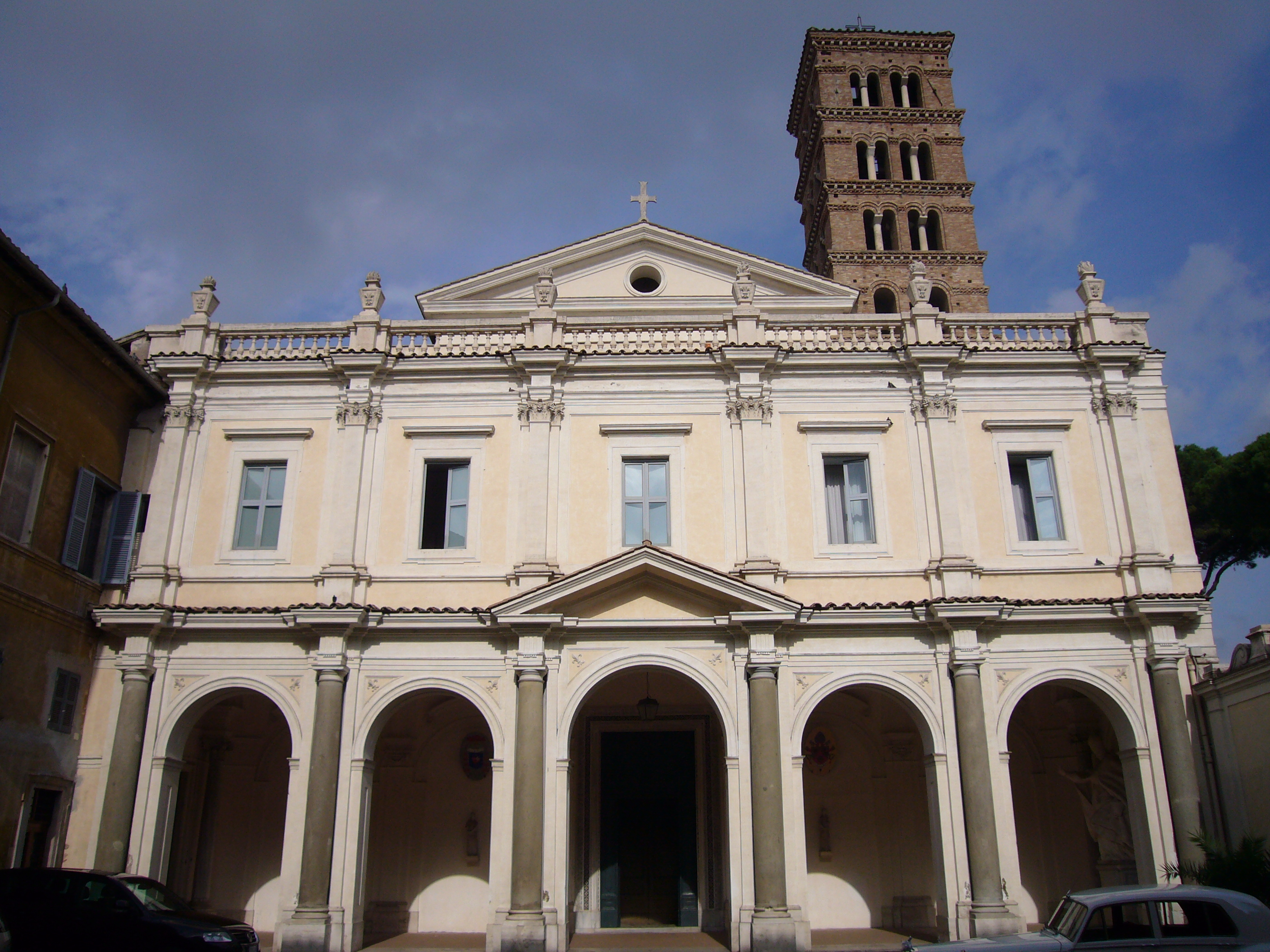

Титулярная церковь Санти-Бонифачо-э-Алессио, также известная под названием Сант-Алессио (лат. Titulus Sanctorum Bonifacii et Alexii) — титулярная церковь была создана Папой Сикстом V 13 апреля 1587 года апостольской конституцией Religiosa. Титулярная церковь впервые получила кардинала-священника в 1587 году. Титул принадлежит базилике Святых Вонифатия и Алексия, расположенной на Авентине, на виа делла Кончилиационе, недалеко от Ватикана.
Базилика святых Вонифатия и Алексия, построена в X веке, изначально была посвящена Святому Бонифацию Римскому, а затем, в 986 году она была посвящена святому Алексию. Базилика расположена управляется клириками Конгрегации Регулярных клириков Сомаски основанной Святым Иеронимом Эмилиани. Истоки базилики, на самом деле, восходят к V веку, к часовне дома богатой семьи, которые сохранили остатки свидетельств веры, которая жила между IV и V веками. Культ святого Бонифация на Авентин впервые упоминается в VII веке. В XIX веке базилика стала указываться как церковь и кардинальский титул Святых Бонифация и Алексия.

## Список кардиналов-священников титулярной церкви Санти-Бонифачо-э-Алессио
- Джованни Винченцо Гонзага (20 апреля 1587 — 23 декабря 1591, до смерти);
- Оттавио Паравичини (9 марта 1592 — 2 февраля 1611, до смерти);
- Метелло Бики (12 сентября 1611 — 14 июня 1619, до смерти);
  - вакантно (1619 — 1621);
- Роберто Убальдини (17 мая 1621 — 20 августа 1629, назначен кардиналом-священником Санта-Прасседе);
- Джанфранческо Гвиди ди Баньо (26 мая 1631 — 24 июля 1641, до смерти);
  - вакантно (1641 — 1643);
- Марио Теодоли (31 августа 1643 — 28 января 1649, назначен кардиналом-священником Санта-Мария-дель-Пополо);
  - вакантно (1649 — 1652);
- Луиджи Омодеи старший (12 марта 1652 — 19 октября 1676, назначен кардиналом-священником Санта-Мария-ин-Трастевере);
  - вакантно (1676 — 1681);
- Федерико Висконти (22 сентября 1681 — 7 января 1693, до смерти);
- Таддео Луиджи даль Верме (2 января 1696 — 12 января 1717, до смерти);
- Джиберто Бартоломео Борромео (10 мая 1717 — 22 января 1740, до смерти);
- Карло Гаэтано Стампа (16 сентября 1740 — 23 декабря 1742, до смерти);
  - вакантно (1742 — 1753);
- Антонио Андреа Галли, Can.Reg.Lat. (10 декабря 1753 — 23 мая 1757, назначен кардиналом-священником Сан-Пьетро-ин-Винколи);
  - вакантно (1757 — 1759);
- Джузеппе Мария Кастелли (19 ноября 1759 — 9 апреля 1780, до смерти);
- Паоло Франческо Антамори (2 апреля 1781 — 4 декабря 1795, до смерти);
  - вакантно (1795 — 1801);
- Джованни Филиппо Галларати Скотти (20 июля 1801 — 26 сентября 1814, назначен кардиналом-священником Санта-Прасседе);
- Эммануэле де Грегорио (29 апреля 1816 — 18 мая 1829); in commendam (18 мая 1829 — 7 ноября 1839);
  - вакантно (1839 — 1843);
- Франческо ди Паола Вилладекани (22 июня 1843 — 13 июня 1861, до смерти);
- Алексис Бийе (25 сентября 1862 — 30 апреля 1873, до смерти);
  - вакантно (1873 — 1876);
- Иоганн Баптист Францелин, SJ (7 апреля 1876 — 11 декабря 1886, до смерти);
  - вакантно (1886 — 1889);
- Джузеппе д’Аннибале (27 мая 1889 — 17 июля 1892, до смерти);
- Анджело Ди Пьетро (15 июня 1893 — 22 июня 1903, назначен кардиналом-священником Сан-Лоренцо-ин-Лучина);
- Себастьян Эрреро-и-Эспиноса-де-Лос-Монтерос, Orat. (27 августа 1903 — 9 декабря 1903, до смерти);
- Жоакин Арковерди ди Албукерки Кавалканти (14 декабря 1905 — 18 апреля 1930, до смерти);
- Себастьян Леме да Сильвейра Синтра (3 июля 1930 — 17 октября 1942, до смерти);
- Жайме де Баррош Камара (22 февраля 1946 — 18 февраля 1971, до смерти);
- Авелар Брандан Вилела (5 марта 1973 — 19 декабря 1986, до смерти);
- Лукас Морейра Невис, O.P. (28 июня 1988 — 25 июня 1998, назначен кардиналом-епископом Сабины); in commendam (25 июня 1998 — 8 сентября 2002, до смерти);
- Эузебиу Оскар Шейд, S.C.I. (21 октября 2003 — 13 января 2021, до смерти);
- Паулу Сезар Кошта — (27 августа 2022 — по настоящее время).